# A. C. Reed

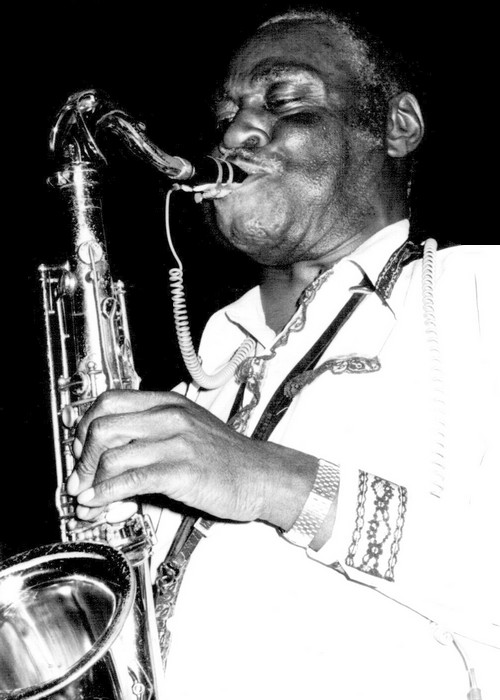
A C Reed im Jahr 1980

A. C. Reed, geboren als Aaron Corthen (* 9. Mai 1926 in Wardell, Missouri; † 24. Februar 2004 in Chicago, Illinois) war ein US-amerikanischer Blues-Saxophonist und Sänger.

## Leben
Reed wuchs in Illinois auf. Aufgrund seiner Vorliebe für den Big-Band-Sound entschied er sich, Saxophon spielen zu lernen.
Während der Kriegsjahre kam er nach Chicago, wo er mit Größen wie Earl Hooker und Willie Mabon auftrat. Ab 1956 tingelte er mit Dennis „Long Man“ Binder, der zuvor bei Ike Turner gespielt hatte, durch den Südwesten der USA.
In den 1960er-Jahren begleitete er u. a. Hooker, Lillian Offitt und Ricky Allan bei ihren Aufnahmen. Eigene Singles in dieser Zeit waren „This Little Voice“, „Come on Home“, „Mean Cop“, „I Stay Mad“, „I’d Rather Fight than Switch“, „My Baby Is Fine“, „Talkin’ ’Bout My Friends“ und „Things I Want You to Do“, die Reed bei verschiedenen Plattenlabels einspielte.
Ab 1967 spielte er in der Band von Buddy Guy. 1969 waren sie in Afrika unterwegs. 1970 spielten sie, zusammen mit Junior Wells, als Vorband der Rolling Stones.
1977 verließ Reed Guy und Wells und schloss sich wenig später Albert Collins an, den er auf seinen ersten fünf Alben begleitete. Auch begann er wieder vermehrt, Soloaufnahmen zu machen. 1998 wurde er mit dem Living Blues Award ausgezeichnet. Mit Casey Jones hatte er ein eigenes Label „Ice Cube Records“. Mit seiner Band „The Spark Plugs“ war er bis zu seinem Tod in der Chicagoer Blues-Szene aktiv.
A.C. Reed starb im Februar 2004 an Krebs.

## Diskografie

### Alben
- 1982 Take These Blues and Shove 'Em Flying Fish
- 1987 I'm in the Wrong Business Alligator
- 1998 Junk Food Delmark
- 2002 I Got Money Black & Blue

### Gastauftritte
- 1967 I Left My Blues in San Francisco Buddy Guy
- 1968 This is Buddy Guy! Buddy Guy
- 1969 Mother Earth Memphis Slim
- 1971 Bonnie Raitt Bonnie Raitt
- 1972 South Side Reunion Memphis Slim
- 1975 On Tap Junior Wells
- 1978 Ice Pickin Albert Collins
- 1978 Leading Brand Earl Hooker
- 1978 Live and Burning Son Seals
- 1980 Frostbite Albert Collins
- 1981 From the Heart of a Woman Koko Taylor
- 1981 Frozen Alive! Albert Collins
- 1982 Live at Ann Arbor & In Chicago Magic Sam
- 1983 Don't Lose Your Cool Albert Collins
- 1984 Live in Japan Albert Collins
- 1985 Play Your Guitar Mr. Hooker Earl Hooker
- 1990 Chess Box Muddy Waters
- 1990 Live at the Alex Club Magic Sam
- 1990 Messin' with the Kid Junior Wells With Earl Hooker
- 1991 Alligator Records 20th Anniversary Collection
- 1994 Blues Knights Larry Davis & Byther Smith
- 1994 Fired Up! Kenny „Blue“ Ray
- 1997 Face in My Dreams Louise Miranda
- 1997 Take a Train: The Best of the Mojo Blues Band Mojo Blues Band
- 1998 Smooth Slidin Earl Hooker
- 2000 SRV Stevie Ray Vaughan & Double Trouble
- 2001 20th Century Masters - The Millennium Collection: Buddy Guy
- 2002 Rockin' Wild in Chicago Magic Sam
- 2005 Paris Mississippi Blues Memphis Slim
- 2006 Can't Quit the Blues Buddy Guy
- 2006 Definitive Collection Muddy Waters
- 2006 Road to Rio Hollywood Blue Flames
- 2007 Hole in That Jug Dennis Binder
- 2007 Solos, Sessions & Encores Stevie Ray Vaughan
- 2008 Live at Montreux 1992 [DVD] Albert Collins